# Habitus non facit monachum
 Habitus non facit monachum  лат. (изговор: хабитус нон фацит монахум). Хабит не чини монаха.

## Изрека мало другачије
Cucullus non facit monachum  лат. (изговор: хабитус нон фацит монахум). Кукуљица (капуљача) не чини монаха.

## У срспском језику
У српском језику се каже: „ одјело не чини човјека“

## Тумачење
Носити генералску униформу не значи бити генерал. Одјело не прави, не ствара човјека.

## Супротно изречена изрека
Vestis virum reddit лат. (изговор: вестис вирум редит). Одјело чини човјека. (Марко Фабије Квинтилијан)